# Степний (Заводоуковський міський округ)
Степни́й (рос. Степной) — селище у складі Заводоуковського міського округу Тюменської області, Росія.
Населення — 214 осіб (2010, 221 у 2002).
Національний склад станом на 2002 рік:
- росіяни — 72 %